# 1884 Skip
1884 Skip eller 1943 EB1 är en asteroid i huvudbältet, som upptäcktes den 2 mars 1943 av den franska astronomen Marguerite Laugier i Nice. Den har fått sitt namn efter den amerikanske astronomen Gunter "Skip" Schwartz.
Asteroiden har en diameter på ungefär 8 kilometer.